# John Morris (compositor)
John Leonard Morris (18 de octubre de 1926-25 de enero de 2018) fue un compositor de cine, televisión y Broadway, arreglista de danza, director de orquesta, y pianista de concierto estadounidense. Colaboró con los directores de cine Mel Brooks y Gene Wilder.

## Infancia
John Morris nació en Elizabeth, Nueva Jersey. Su padre era Thomas Morris, un ingeniero que diseñó las puertas giratorias para el Tiffany & Co. la tienda insignia en la Quinta Avenida, y su madre Helen Sherratt, un ama de casa. Se interesó en la música a partir de los tres años de edad cuando comenzó a aprender a tocar el piano y visitar a los amigos en El Bronx con sus padres.
Su familia se trasladó a Independence (Kansas) y continuó sus estudios de piano. Por la década de 1940, se trasladó a Nueva York, donde estudió tanto en la Escuela Juilliard, y en The New School for Social Research.

## Carrera
A partir de la década de 1950 hasta la década de 1970, Morris ayudó a componer la música incidental y números de baile para varias producciones de Broadway, incluyendo Wildcat (1960), Hot Spot (1963), Baker Street (1965), Dear World (1969), Mack & Mabel (1974), y Hamlet (1975).
 Escribió y produjo su propio musical, A Time for Singing, publicado en 1966.
Morris trabajó con Mel Brooks, comenzando con su primera película Los productores. Antes de esto, los dos habían trabajado juntos en dos musicales, Shinbone Alley (1957) y All-American (1962). Morris hizo el arreglo original de Springtime for Hitler y el resto de arreglos musicales de la película. Morris siguió trabajando con Brooks en veinte de sus películas, incluyendo Blazing Saddles (por la cual recibió una nominación al Oscar en colaboración con Brooks por la canción de apertura de la película.), Young Frankenstein (para la que compuso su famoso "Transylvanian Lullaby"), y El hombre elefante (por lo que fue nominado a un Grammy por su banda sonora).  Sólo dos de las películas de Brooks películas no cuentan su música: Robin Hood: Men in Tights y Dracula: Dead and Loving It  que fueron compuestas por Hummie Mann. En una entrevista con Film Score Monthly, Brooks explicó que Morris no podía hacer la música para Men in Tights or Dead and Loving It debido a otros compromisos.
Morris también ayudó a componer música para películas de actores que trabajaron bajo Brooks cuando produjeron sus propias películas.. Estos incluyen The Adventure of Sherlock Holmes' Smarter Brother, The World's Greatest Lover, The Woman in Red y Haunted Honeymoon de Gene Wilder, y The Last Remake of Beau Geste y In God We Tru$t de Marty Feldman. Morris además compuso la partitura para varias películas y programas de televisión, incluyendo el tema de The French Chef y Entrenador. Ganó un Emmy por su banda sonora para la miniserie de televisión The Tap Dance Kid.

## Vida personal y muerte
Estaba casado con Francesca Bosetti, y tuvo dos hijos: su hijo Evan, que murió en el año 2014 y su hija Bronwen. Morris murió el 25 de enero de 2018 en su casa de Red Hook, Nueva York después de las complicaciones de una infección de las vías respiratorias, a la edad de 91 años. Le sobreviven su esposa, su hija, cinco nietos y dos bisnietos. Brooks dijo tras su muerte que «fue mi brazo derecho emocionalmente. La música te dice qué sentir y él sabía lo que quería que sintieras. Él lo compuso y lo hizo posible.»

## Filmografía
- The Blackwater Lightship (2004) (TV)[5]
- La dama en cuestión (1999) (TV)[5]
- Murder in a Small Town (1999) (TV)[5]
- Ellen Foster (1997) (TV)[5]
- World War II: When Lions Roared (1994) (TV)[5]
- Scarlett (1994) (TV)[5]
- Nunca digas adiós (1991) (TV)
- ¡Qué asco de vida! (1991)[6]
- Stella (1990)[6]
- Entrenador (compositor: tema principal) (1989–97)[2]
- Second Sight (1989)[5]
- The Wash (1988)[5]
- Dirty Dancing (1987)[6]
- Tallo de hierro (1987)[6]
- Spaceballs (1987)[6]
- Haunted Honeymoon (1986)[6]
- Clue (1985)[6]
- The Doctor and the Devils (1985)[6]
- Johnny Dangerously (1984)[6]
- The Woman in Red (1984)[6]
- To Be or Not to Be (1983)[6]
- Yellowbeard (1983)[6]
- Table for Five (1983)[6]
- La loca historia del Mundo (1981)[4]
- El hombre elefante[6] (1980, nominada al Óscar)[2]
- In God We Tru$t (1980)[6]
- The Scarlet Letter (PBS miniserie 1979/80)[6]
- The In-Laws (1979)[6]
- High Anxiety (1977)[4]
- The World's Greatest Lover (1977)[6]
- The Last Remake of Beau Geste (1977)[6]
- Silent Movie (1976)[6]
- The Adventure of Sherlock Holmes' Smarter Brother (1975)[6]
- Blazing Saddles (1974)[6]
- Young Frankenstein (1974)[6]
- Bank Shot (1974)[6]
- The Twelve Chairs (1970)[6]
- The Gamblers (1970)[6]
- Los productores (1968)[6]
- A Time for Singing (Broadway Musical, 1966)[7]
- The French Chef (second theme) (1963)[2]

## Premios y distinciones
Premios Óscar
| Año  | Categoría                   | Canción                     | Película                   | Resultado |
| ---- | --------------------------- | --------------------------- | -------------------------- | --------- |
| 1975 | Mejor canción original      | «Blazing Saddles»           | Sillas de montar calientes | Nominado  |
| 1981 | Mejor banda sonora original | Mejor banda sonora original | El hombre elefante         | Nominado  |